# Andrea Hollander Budy
Andrea Hollander (Budy)  (28 de abril de 1947, Berlín, Alemania) es una escritora y poeta estadounidense. Su más reciente colección de poemas, titulada Landscape with Female Figure: New & Selected Poems, 1982 - 2012 (Editorial Autumn House, 2013) fue finalista del premio Oregon Book Award en poesía. Su trabajo ha aparecido en Poetry, The Georgia Review, The Gettysburg Review, New Letters, FIELD, Five Points, Shenandoah y Creative Nonfiction. Nació en Alemania pero se crio en Colorado, Texas, Nueva York y Nueva Jersey y asistió a la Universidad de Boston y a la Universidad de Colorado. Se casó con el arquitecto y diseñador Todd Budy en 1976, divorciándose en el 2011.

## Obras publicadas

### Colecciones de poesía
- Landscape with Female Figure: New & Selected Poems, 1982 - 2012. Editorial Autumn House. 2014.

- Woman in the Painting. Editorial Autumn House. 2006.

- The Other Life. Editorial Story Line. 2001.

- House Without a Dreamer. Editorial Story Line. 1995.

- What the other eye sees. Editorial Wayland. 1991.

### Antologías
- Andrea Hollander Budy, ed. (2008). When She Named Fire: An Anthology of Contemporary Poetry by American Women. Editorial Autumn House.